# Olympische Sommerspiele 2012/Bogenschießen
Bei den Olympischen Sommerspielen 2012 in der britischen Hauptstadt London wurden vom 27. Juli bis 3. August im Lord’s Cricket Ground vier Wettbewerbe im Bogenschießen ausgetragen.
Bei Frauen und Männern gab es je einen Einzelwettbewerb und einen Mannschaftswettbewerb. Das Wettkampfprogramm war identisch mit dem von Peking 2008. Die Wettkämpfe wurden mit dem Recurvebogen ausgetragen, geschossen wurde aus 70 Meter Entfernung auf Auflagen mit einem Durchmesser von 122 Zentimetern.

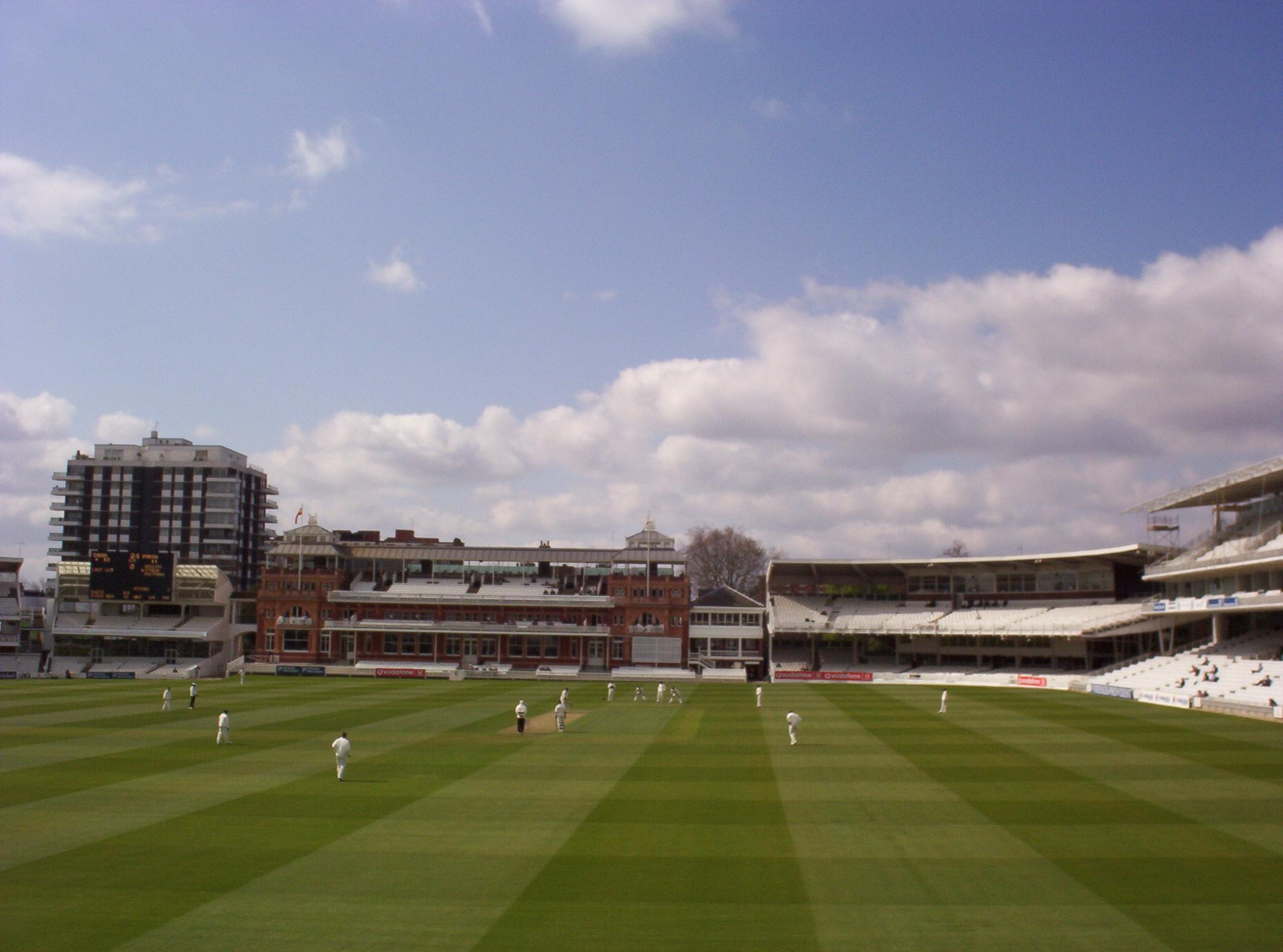
Lord’s Cricket Ground – Austragungsort der Wettbewerbe im Bogenschießen

## Wettbewerbe und Zeitplan

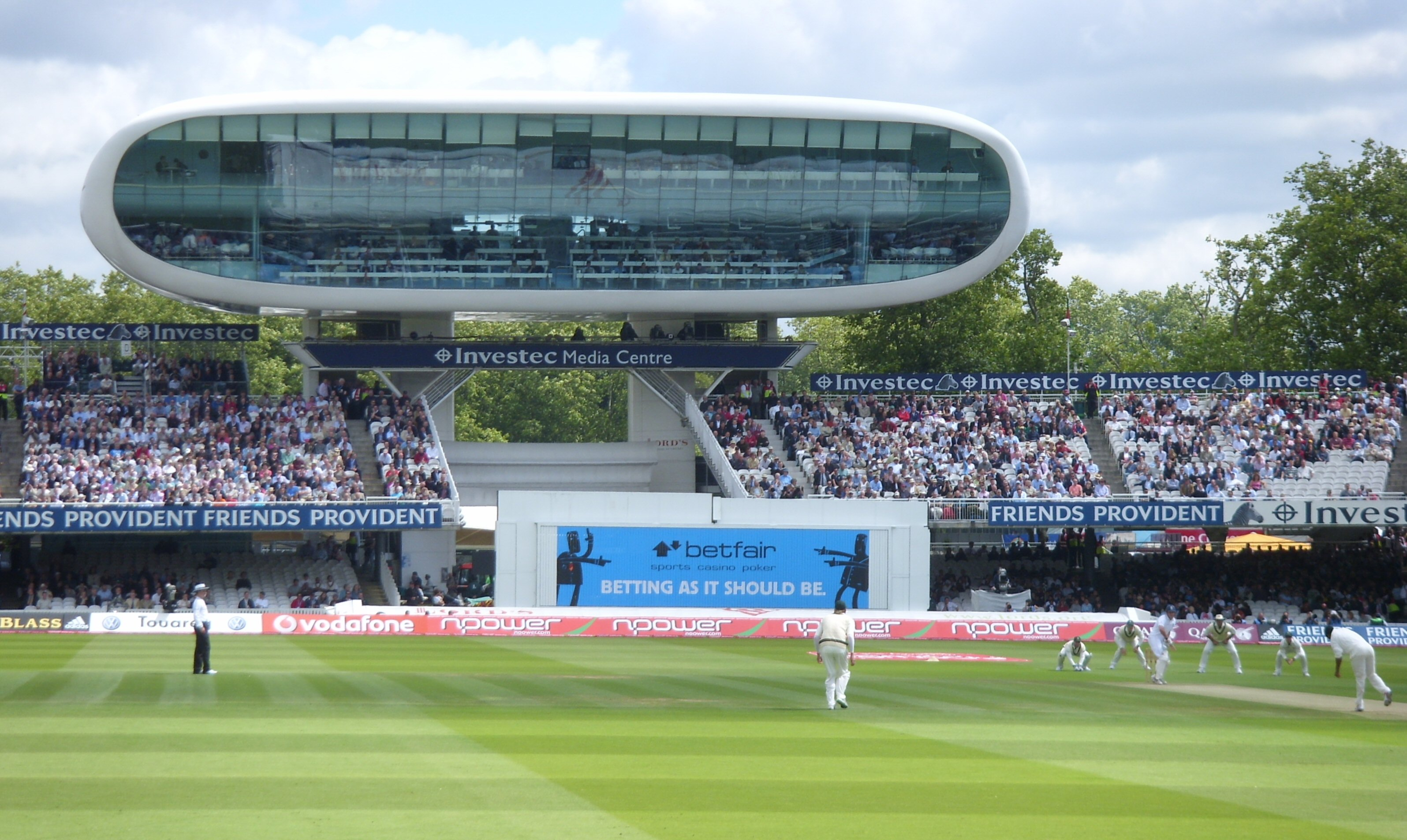
Die Zielscheiben werden in Blickrichtung des Medienzentrums aufgestellt.

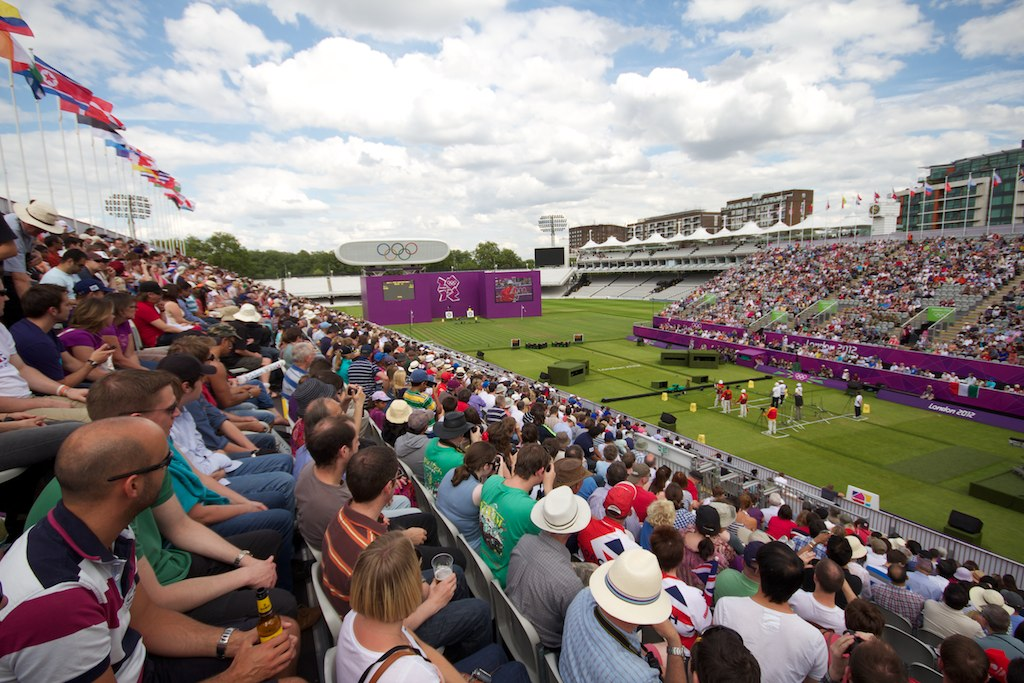
Blick von der Zuschauertribüne auf das Feld während des Teamwettbewerbs der Männer

| Wettbewerbe und Zeitplan Bogenschießen | Wettbewerbe und Zeitplan Bogenschießen | Wettbewerbe und Zeitplan Bogenschießen | Wettbewerbe und Zeitplan Bogenschießen | Wettbewerbe und Zeitplan Bogenschießen | Wettbewerbe und Zeitplan Bogenschießen | Wettbewerbe und Zeitplan Bogenschießen | Wettbewerbe und Zeitplan Bogenschießen | Wettbewerbe und Zeitplan Bogenschießen |
| Wettbewerbe                            | Juli/August                            | Juli/August                            | Juli/August                            | Juli/August                            | Juli/August                            | Juli/August                            | Juli/August                            | Juli/August                            |
| Frauen                                 | 27.                                    | 28.                                    | 29.                                    | 30.                                    | 31.                                    | 1.                                     | 2.                                     | 3.                                     |
| -------------------------------------- | -------------------------------------- | -------------------------------------- | -------------------------------------- | -------------------------------------- | -------------------------------------- | -------------------------------------- | -------------------------------------- | -------------------------------------- |
| Einzel                                 |                                        |                                        |                                        |                                        |                                        |                                        |                                        |                                        |
| Mannschaft                             |                                        |                                        |                                        |                                        |                                        |                                        |                                        |                                        |
| Männer                                 | 27.                                    | 28.                                    | 29.                                    | 30.                                    | 31.                                    | 1.                                     | 2.                                     | 3.                                     |
| Einzel                                 |                                        |                                        |                                        |                                        |                                        |                                        |                                        |                                        |
| Mannschaft                             |                                        |                                        |                                        |                                        |                                        |                                        |                                        |                                        |

|  | Platzierungs- und Ausscheidungsrunden |  | Achtelfinale bis Finale |

## Ergebnisse Männer

### Einzel
| Platz | Land | Sportler              |
| ----- | ---- | --------------------- |
| 1     | KOR  | Oh Jin-hyek           |
| 2     | JPN  | Takaharu Furukawa     |
| 3     | CHN  | Dai Xiaoxiang         |
| 4     | NED  | Rick van der Ven      |
| 5     | KOR  | Kim Bub-min           |
| 5     | MAS  | Khairul Anuar Mohamad |
| 5     | UKR  | Wiktor Ruban          |
| 5     | TPE  | Kuo Cheng-wei         |

Finale: 3. August 2012
Einziger deutscher Teilnehmer am olympischen Bogenturnier war Camilo Mayr. Im Vorkampf wurde er mit 653 Ringen 52. der 64 Teilnehmer. In der ersten Runde scheiterte er mit 0:6 an Xu Ying. Für die Schweiz nahm Alex Muller am Turnier teil und kam im Vorkampf mit 633 Ringen auf den 62. Platz. In der ersten Runde unterlag er mit 0:6 den späteren Turniersieger Oh Jin-hyek. Österreichische Teilnehmer waren nicht qualifiziert.
Während der am 27. Juli ausgetragenen Vorplatzierungsrunde stellte der Südkoreaner Im Dong-hyun einen neuen Weltrekord auf. Mit 72 Pfeilen erzielte er 699 Ringe und übertraf seine eigene Bestmarke um drei Ringe.

### Mannschaft
| Platz | Land | Sportler                                              |
| ----- | ---- | ----------------------------------------------------- |
| 1     | ITA  | Michele Frangilli Marco Galiazzo Mauro Nespoli        |
| 2     | USA  | Brady Ellison Jacob Wukie Jake Kaminski               |
| 3     | KOR  | Im Dong-hyun Kim Bub-min Oh Jin-hyek                  |
| 4     | MEX  | Luis Álvarez Juan René Serrano Eduardo Vélez          |
| 5     | UKR  | Dmytro Hratschow Markijan Iwaschko Wiktor Ruban       |
| 6     | JPN  | Takaharu Furukawa Hideki Kikuchi Yu Ishizu            |
| 7     | CHN  | Dai Xiaoxiang Xing Yu Liu Zhaowu                      |
| 8     | FRA  | Thomas Faucheron Romain Girouille Gaël Prevost        |
| 9     | GBR  | Larry Godfrey Simon Terry Allan Wills                 |
| 9     | IND  | Jayanta Talukdar Tarundeep Rai Rahul Banerjee         |
| 9     | MAS  | Chu Sian Cheng Khairul Anuar Mohamad Haziq Kamaruddin |
| 9     | TPE  | Cheng Yu-chen Kuo Cheng-wei Wang Cheng-pang           |

Finale: 28. Juli 2012
Während der Vorplatzierungsrunde am 27. Juli stellte auch die südkoreanische Mannschaft einen neuen Weltrekord auf. Im Dong-hyun, Kim Bub-min und Oh Jin-hyek erzielten zusammen 2078 Ringe, 18 mehr als bei ihrer bisherigen Bestmarke. Im Halbfinale unterlag Südkorea den USA mit 219:224, während sich Italien gegen Mexiko mit 217:215 durchsetzte. Italien gewann gegen die USA (218:219) durch den letzten Pfeil mit 10 Ringen. Südkorea gewann die Bronzemedaille mit 224:219.

## Ergebnisse Frauen

### Einzel
| Platz | Land | Sportlerin      |
| ----- | ---- | --------------- |
| 1     | KOR  | Ki Bo-bae       |
| 2     | MEX  | Aída Román      |
| 3     | MEX  | Mariana Avitia  |
| 4     | USA  | Khatuna Lorig   |
| 5     | RUS  | Xenija Perowa   |
| 5     | FRA  | Bérengère Schuh |
| 5     | ITA  | Pia Lionetti    |
| 5     | KOR  | Lee Sung-jin    |

Finale: 2. August 2012
Einzige deutsche Teilnehmerin am olympischen Bogenturnier war Elena Richter. Im Vorkampf erreichte sie mit 653 Ringen den 30. Platz. In der ersten Runde schlug sie dann Maja Jager knapp mit 6:5 und unterlag aber in Runde zwei dann Tan Ya-ting mit 2:6. Für die Schweiz nahm Nathalie Dielen am Turnier teil und kam im Vorkampf mit 528 Ringen auf den 62. Platz. Mit einer 4:6-Niederlage gegen Tan Ya-ting schied sie jedoch bereits in der ersten Runde aus. Eine Teilnehmerin aus Österreich war nicht qualifiziert.

### Mannschaft
| Platz | Land | Sportlerinnen                                    |
| ----- | ---- | ------------------------------------------------ |
| 1     | KOR  | Lee Sung-jin Ki Bo-bae Choi Hyun-joo             |
| 2     | CHN  | Fang Yuting Cheng Ming Xu Jing                   |
| 3     | JPN  | Kaori Kawanaka Ren Hayakawa Miki Kanie           |
| 4     | RUS  | Xenija Perowa Inna Stepanowa Kristina Timofejewa |
| 5     | DNK  | Louise Laursen Maja Jager Carina Christiansen    |
| 5     | MEX  | Mariana Avitia Aída Román Alejandra Valencia     |
| 5     | TPE  | Lei Chien-ying Lin Chia-en Tan Ya-ting           |
| 5     | USA  | Miranda Leek Khatuna Lorig Jennifer Nichols      |

Finale: 29. Juli 2012
Südkoreas Damen gewannen 2012 zum siebten Mal in Folge. D. h., seit der ersten Austragung 1988 in Seoul ging der Sieg in diesem Wettbewerb bisher stets an Südkorea. Chinas Frauen gewannen zum dritten Mal in Folge Silber (Finale: 210:209) und Japan (209:207 gegen Russland) zum ersten Mal eine Medaille beim olympischen Bogenschießen.

## Medaillenspiegel
| Platz | Land                | G | S | B | Gesamt |
| ----- | ------------------- | - | - | - | ------ |
| 01    | Südkorea            | 3 | – | 1 | 4      |
| 02    | Italien             | 1 | – | – | 1      |
| 03    | Volksrepublik China | – | 1 | 1 | 2      |
| 03    | Japan               | – | 1 | 1 | 2      |
| 03    | Mexiko              | – | 1 | 1 | 2      |
| 06    | Vereinigte Staaten  | – | 1 | – | 1      |
| Total | Total               | 4 | 4 | 4 | 12     |

## Qualifikation

### Qualifikationskriterien
Es nehmen 128 Athleten an den Wettbewerben teil, jeweils 64 bei Frauen und Männern. Darunter waren sechs garantierte Quotenplätze für das gastgebende NOK sowie fünf Startplätze, die die Fédération Internationale de Tir à l’Arc (FITA) nach Abschluss der Qualifikationsphase per Einladung an NOKs vergab, die keine Quotenplätze erreichen konnten. Pro NOK können maximal drei Athleten jeweils bei Frauen und Männern teilnehmen. Es dürfen nur Athleten teilnehmen, die im Qualifikationszeitraum eine Mindestpunktzahl (Minimum Qualification Score/MQS) in einem offiziellen Wettkampf erreicht haben.
Die folgenden Qualifikationskriterien galten sowohl für Frauen als auch für Männer. Die Qualifikationsphase begann mit der Weltmeisterschaft 2011 vom 2. bis 10. Juli 2011 in Turin. Die ersten acht Mannschaften der Weltmeisterschaften gewannen einen Quotenplatz für den Mannschaftswettbewerb und drei Quotenplätze für die Einzelkonkurrenz, die ersten acht Athleten im Einzel, die über die Mannschaft keinen Quotenplatz erreichen konnten, erhielten darüber hinaus einen Quotenplatz. Ende 2011 und 2012 folgten kontinentale Qualifikationen, an denen nur NOKs teilnehmen durften, die bis dato keinen Quotenplatz erreichen konnten. Afrika und Ozeanien standen zwei, Amerika, Europa und Asien drei Quotenplätze pro Geschlecht zur Verfügung. Abschließend fand im Juni 2012 in Ogden noch ein internationales Qualifikationsturnier statt, bei dem Quotenplätze für den Einzel- und den Mannschaftswettbewerb vergeben wurden. Hier qualifizierten sich noch einmal drei Mannschaften und mindestens vier Athleten im Einzel.
Liste der Qualifikationswettkämpfe:
- FITA-Weltmeisterschaften in  Turin, 2. bis 10. Juli 2011
- Asienmeisterschaften in  Teheran, 24. Oktober 2011
- Offene neuseeländische Meisterschaften in  Wellington, 1. bis 2. Januar 2012
- Afrikameisterschaften in  Rabat, 12. bis 16. März 2012
- amerikanische Qualifikation in  Medellín, 17. bis 22. April 2012
- Europameisterschaften in  Amsterdam, 21. bis 26. Mai 2012
- internationale Qualifikation Einzel und Mannschaft in  Ogden, 20. bis 22. Juni 2012

### Gewonnene Quotenplätze
| Ägypten             | 1  |    | 1  |    | 2   |
| Australien          | 1  |    | 1  |    | 2   |
| Bangladesch         |    |    | 1  |    | 1   |
| Bhutan              | 1  |    |    |    | 1   |
| Brasilien           |    |    | 1  |    | 1   |
| Bulgarien           |    |    | 1  |    | 1   |
| Chile               | 1  |    |    |    | 1   |
| China               | 3  | 1  | 3  | 1  | 6   |
| Chinese Taipei      | 3  | 1  | 3  | 1  | 6   |
| Dänemark            | 3  | 1  |    |    | 3   |
| Deutschland         | 1  |    | 1  |    | 2   |
| Elfenbeinküste      |    |    | 1  |    | 1   |
| Estland             | 1  |    |    |    | 1   |
| Fidschi             |    |    | 1  |    | 1   |
| Frankreich          | 1  |    | 3  | 1  | 4   |
| Georgien            | 1  |    |    |    | 1   |
| Griechenland        | 1  |    |    |    | 1   |
| Großbritannien      | 3  | 1  | 3  | 1  | 6   |
| Hongkong            |    |    | 1  |    | 1   |
| Indien              | 3  | 1  | 3  | 1  | 6   |
| Indonesien          | 1  |    |    |    | 1   |
| Irak                | 1  |    |    |    | 1   |
| Iran                | 1  |    | 1  |    | 2   |
| Italien             | 3  | 1  | 3  | 1  | 6   |
| Japan               | 3  | 1  | 3  | 1  | 6   |
| Kanada              | 1  |    | 1  |    | 2   |
| Kasachstan          | 1  |    | 1  |    | 2   |
| Kolumbien           | 1  |    | 1  |    | 2   |
| Kuba                |    |    | 1  |    | 1   |
| Luxemburg           |    |    | 1  |    | 1   |
| Malaysia            | 1  |    | 3  | 1  | 4   |
| Mexiko              | 3  | 1  | 3  | 1  | 6   |
| Moldawien           |    |    | 1  |    | 1   |
| Mongolei            | 1  |    | 1  |    | 2   |
| Myanmar             |    |    | 1  |    | 1   |
| Niederlande         |    |    | 1  |    | 1   |
| Nordkorea           | 1  |    |    |    | 1   |
| Norwegen            |    |    | 1  |    | 1   |
| Philippinen         | 1  |    | 1  |    | 2   |
| Polen               | 1  |    | 1  |    | 2   |
| Russland            | 3  | 1  |    |    | 3   |
| Samoa               | 1  |    |    |    | 1   |
| San Marino          |    |    | 1  |    | 1   |
| Schweden            | 1  |    |    |    | 1   |
| Schweiz             | 1  |    | 1  |    | 2   |
| Slowenien           |    |    | 1  |    | 1   |
| Spanien             | 1  |    | 1  |    | 2   |
| Südafrika           | 1  |    |    |    | 1   |
| Südkorea            | 3  | 1  | 3  | 1  | 6   |
| Thailand            |    |    | 1  |    | 1   |
| Türkei              | 1  |    |    |    | 1   |
| Ukraine             | 3  | 1  | 3  | 1  | 6   |
| USA                 | 3  | 1  | 3  | 1  | 6   |
| Venezuela           | 1  |    | 1  |    | 2   |
| Weißrussland        | 1  |    |    |    | 1   |
| Quotenplätze Gesamt | 64 | 12 | 64 | 12 | 128 |

Bei den Asienmeisterschaften gewannen bei den Frauen Indonesien, Malaysia und die Mongolei und bei den Männern Iran, Thailand und Hongkong einen Quotenplatz. Bei den offenen neuseeländischen Meisterschaften konnten sich bei den Frauen Australien und Samoa und bei den Männern Australien und die Fidschis einen Startplatz sichern. Bei den Afrikameisterschaften erkämpften sich bei den Frauen Ägypten und Südafrika und bei den Männern Ägypten und die Elfenbeinküste jeweils einen Quotenplatz. Bei den Panamerikameisterschaften gewannen bei den Frauen Mexiko, Kanada und Kolumbien und bei den Männern Kuba, Brasilien und Kolumbien jeweils einen Quotenplatz. Die letzte kontinentale Qualifikationsmöglichkeit fand im Rahmen der Europameisterschaft statt. Jeweils einen Startplatz für den olympischen Einzelwettbewerb sicherten sich bei den Frauen Spanien, Schweden und Deutschland und bei den Männern die Niederlande, Israel und Moldawien.
Fünf Quotenplätze, die die FITA per Einladung zuteilen konnte, wurden im April 2012 bei den Frauen an Bhutan und Irak und bei den Männern an Bangladesch, Myanmar und San Marino vergeben.
Beim abschließenden Qualifikationsturnier sicherten sich bei den Frauen die Mannschaften aus Indien, Japan und der Republik China und bei den Männern die Mannschaften aus den USA, Mexiko und Japan die Teilnahme. Im Einzel qualifizierte sich bei den Frauen je eine Athletin aus Estland, Griechenland, dem Iran, Kasachstan, den Philippinen, der Schweiz, Türkei und Venezuela sowie bei den Männern je ein Athlet aus Bulgarien, Kasachstan, Polen, den Philippinen, Slowenien, der Schweiz und Venezuela.
Nach Abschluss der Qualifikation gab Israel seinen Startplatz an den Weltverband zurück. Dieser wurde daraufhin an Deutschland neu vergeben.